# Paragus compeditus
Paragus compeditus là một loài ruồi trong họ Ruồi giả ong (Syrphidae). Loài này được Wiedemann mô tả khoa học đầu tiên năm 1830. Paragus compeditus phân bố ở vùng Cổ Bắc giới